# Kurt W. Liedtke
Kurt W. Liedtke (* 23. März 1943 in Darmstadt) ist ein deutscher Jurist, und hat seit Oktober 2007 den Vorsitz des Kuratoriums der Robert Bosch Stiftung übernommen.

## Leben
Kurt Liedtke besuchte die Goethe-Schule in Dieburg und legte dort 1962 das Abitur ab. Anschließend studierte er als Stipendiat des Cusanuswerks Rechtswissenschaften an den Universitäten Frankfurt am Main und Lausanne. In Frankfurt am Main bestand er 1967 das Erste Juristische Staatsexamen und promovierte 1971 zum Dr. jur. 1972 schloss er das Zweite Juristische Staatsexamen am Oberlandesgericht Frankfurt am Main ab.
Anschließend war er zunächst als Fachanwalt für Steuerrecht in einer Frankfurter Rechtsanwaltskanzlei tätig. 1974 übernahm er die Position des Syndikus beim Kraftwerk Laufenburg in der Schweiz.
1977 trat Kurt Liedtke als Referent in die Rechtsabteilung Ausland der Robert Bosch GmbH ein. Ab 1981 wurde er mit Sonderaufgaben Marketing bei der Robert Bosch Ltd. in Watford/Großbritannien und der Fábrica Española Magnetos SA Femsa in Madrid/Spanien betraut. 1982 wurde Liedtke Geschäftsleiter der Robert Bosch Comercial Española SA, 1989 folgte der Wechsel in gleicher Funktion zur Robert Bosch Ltd. in Großbritannien. Von Januar 1996 bis Dezember 2000 war er Vorsitzender der Geschäftsleitung der Robert Bosch Australia Pty Ltd. in Melbourne.
2001 wurde Kurt Liedtke in die Geschäftsführung der Robert Bosch GmbH berufen und übernahm den Vorsitz der Geschäftsleitung der Robert Bosch Corporation mit Sitz in Detroit/USA. Als Geschäftsführer der Robert Bosch GmbH hatte er bis Ende 2005 die Verantwortung für das regionale Bosch-Geschäft in Nord- und Südamerika sowie weltweit für den Geschäftsbereich Security Systems. 2006 wurde Liedtke Gesellschafter und Mitglied im Kuratorium der Robert Bosch Stiftung GmbH und übernahm am 1. Oktober 2007 den Vorsitz des Kuratoriums.

## Privates
Kurt Liedtke ist seit 1966 verheiratet und hat drei Kinder, Patrick M. Liedtke, Tanja Liedtke und einen weiteren Sohn.
Seit 1962 ist er Mitglied der katholischen Studentenverbindung KDStV Badenia (Straßburg) Frankfurt am Main.

## Auszeichnungen
- 2011 wurde er Ehrenmitglied der juristischen Vereinigung Phi Delta Phi.[2]
- 2012 wurde er vom französischen Staatspräsidenten zum Offizier der Ehrenlegion ernannt.[3]
- "Ehrenmitglied 2013 der Excellence Française".[4]

## Ehrenämter
- Stiftungsrat der Stiftung Internationaler Karlspreis zu Aachen[5]
- Fachbeirat der Filmakademie Baden-Württemberg
- Stellvertretender Vorsitzender der Königswinter Stiftung
- Vorstand der Tanja Liedtke Stiftung (Förderung des Zeitgenössischen Tanzes)[6]
- Deutscher Förderkreis der Universität Haifa e.V.
- Frankfurter Patronatsverein für die Städtischen Bühnen e.V.
- Städelscher Museumsverein e.V.